# SS-Panzerregiment 11
Het SS-Panzerregiment 11 was een Duits tankregiment van de Waffen-SS tijdens de Tweede Wereldoorlog.

## Krijgsgeschiedenis
SS-Panzerregiment 11 werd op 1 juli 1943 opgericht en was bedoeld om deel te gaan uitmaken van de 11. SS-Freiwilligen-Panzergrenadier-Division Nordland. Het regiment zou bestaan uit twee Abteilungen met zes compagnieën, een zware compagnie en een pioniercompagnie. Echter, de vorming werd gestopt op 1 november 1943. De staf met I. Abteilung werd omgevormd tot SS-Pz.Abt. 11 met 4 compagnieën. Deze Abteilung kreeg in 1944 de eretitel "Hermann von Salza". De II. Abteilung werd gebruikt om de Schwere SS-Panzer-Abteilung 103 te vormen.

## Wijzigingen in samenstelling
Geen bekend.

## Opmerkingen over schrijfwijze
- Abteilung is in dit geval in het Nederlands een tankbataljon.

## Commandanten
| Rang | Naam | Begin | Eind |
| ---- | ---- | ----- | ---- |
|      | ??   |       |      |

Panzerregiment 1 · Panzerregiment 2 · Panzerregiment 3 · Panzerregiment 4 · Panzerregiment 5 · Panzerregiment 6 · Panzerregiment 7 · Panzerregiment 8 · Panzerregiment 9 · Panzerregiment 10 · Panzerregiment 11 · Panzerregiment 15 · Panzerregiment 16 · Panzerregiment 17 · Panzerregiment 18 · Panzerregiment 21 · Panzerregiment 22 · Panzerregiment 23 · Panzerregiment 24 · Panzerregiment 25 · Panzerregiment 26 · Panzerregiment 27 · Panzerregiment 28 · Panzerregiment 29 · Panzerregiment 31 · Panzerregiment 33  · Panzerregiment 35 · Panzerregiment 36 · Panzerregiment 39 · Panzerregiment 69 · Panzerregiment 80 · Panzerregiment 100 · Panzerregiment 101 · Panzerregiment 102 · Panzerregiment 116 · Panzerregiment 118 · Panzer-Lehr-Regiment 130 · Panzerregiment 201 · Panzerregiment 202 · Panzerregiment 203 · Panzerregiment 204 · Schweres Panzer-Regiment Bäke · Panzerregiment Brandenburg · Panzerregiment Coburg · Panzerregiment Feldherrnhalle · Panzerregiment Feldherrnhalle 2 · Panzerregiment Hermann Göring · Panzerregiment Großdeutschland · Panzerregiment Kurmark · Panzerregiment von Lauchert · Panzerregiment Major Rettemeier · Fallschirm-Panzerregiment 1 · Fallschirm-Panzerregiment 21 · SS-Panzerregiment 1 LSSAH · SS-Panzerregiment 2 · SS-Panzerregiment 3 · SS-Panzerregiment 5 · SS-Panzerregiment 9 · SS-Panzerregiment 10 · SS-Panzerregiment 11 · SS-Panzerregiment 12